# سرگئی گریگوریانتس
سرگئی گریگوریانتس (روسی: Серге́й Ива́нович Григорья́нц؛ زادهٔ ۱۲ مهٔ ۱۹۴۱ - درگذشته ۱۴ مارس ۲۰۲۳) فعال حقوق بشر، منتقد ادبی، و روزنامه‌نگار ارمنی‌تبار اهل اوکراین بود.